# 鮎喰川河川敷緑地
鮎喰川河川敷緑地（あくいがわかせんじきりょくち）は、徳島県徳島市の鮎喰川沿いにある都市公園（都市緑地）である。親水公園として利用されている。

## 概要
1987年（昭和62年）3月31日に鮎喰川河川敷緑地として開設。その後、左岸側（国府町側）も1991年（平成3年）6月に開設。
右岸・左岸ともに13面のグランドがあり、地域を中心とした各種スポーツ・イベント等で利用されている。